# Yusab II.

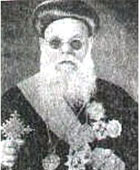
Yusab II.

Yusab II. (Yousab II.; † 14. November 1956) war der 115. Papst von Alexandrien und Patriarch des Stuhles vom Heiligen Markus (Koptisch-orthodoxe Kirche).

## Leben
Vor der Übernahme des höchsten Amtes in seiner Kirche war Yusab Metropolit von Girga. Er baute ein neues großes Gebäude für die Bibliothek des Patriarchates sowie eine prachtvolle Residenz für die Metropoliten und ließ die Sankt-Markus-Kathedrale in Alexandrien neu aufbauen. 1950 entließ er die Äthiopische Kirche in die Unabhängigkeit.
Er war der letzte von drei aus den Reihen der Bischöfe gewählten Patriarchen. Während seines Pontifikates kam es zu schweren Unruhen in der koptischen Kirche. Die Korruption, insbesondere bei Ämtervergabe, erreichte bisher unbekannte Dimensionen. Als Schlüsselfigur des als entscheidungsschwach charakterisierten Papstes galt der Kammerdiener und Sekretär Malik, dem nachgesagt wird, mehr als ein Dutzend Bischofsstühle verkauft zu haben. Im Jahr 1954 wurde schließlich von einer Gruppe junger Radikaler, der Koptischen Nation, der Rücktritt des Papstes gefordert. Als dies ohne Reaktion blieb, wurde er am 25. Juli 1954 von einigen Kritikern in einem Taxi entführt. Zwar konnte ihn die Polizei wieder befreien, doch war seine Reputation unwiederbringlich verloren. Am 21. September 1955, kurz nach einem fehlgeschlagenen Mordanschlag, wurde der Papst schließlich abgesetzt und in ein Kloster verbannt, wo er im Jahr 1956 starb.
Sein Nachfolger Kirellos VI. wurde erst 1959 aus den Reihen der Mönche ausgewählt. Dies beruhigte die Kirchenmitglieder, die dies als Rückkehr zu den Kirchentraditionen betrachteten.